# Comuna Bodnarivka, Iarmolînți
Bodnarivka (în ucraineană Боднарівка) este o comună în raionul Iarmolînți, regiunea Hmelnîțkîi, Ucraina, formată din satele Bodnarivka (reședința) și Borbuhî.

## Demografie
Componența lingvistică a comunei Bodnarivka
     Ucraineană (98,77%)
     Rusă (1,23%)
Conform recensământului din 2001, majoritatea populației comunei Bodnarivka era vorbitoare de ucraineană (98,77%), existând în minoritate și vorbitori de rusă (1,23%).